# Juan Manuel Pérez Ruiz
Juan Manuel Pérez Ruiz (Almudévar, Província d'Osca, 15 de juliol de 1996) és un futbolista professional d'Osca que juga com a porter per la SD Huesca de La Liga.

## Carrera de club
Pérez va ingressar al planter del CA Osasuna el juny de 2013, a 16 anys, provinent de la SD Huesca. El 26 d'octubre de 2014 va debutar com a sènior amb el CA Osasuna B, jugant com a titular en una victòria per 2–1 a Tercera Divisió contra el CD Iruña.
El 8 de juny de 2017, Pérez va signar contracte professional, tot i que va seguir jugant amb l'equip B. El 19 d'agost de 2018, quan tots dos porters del primer equip, Sergio Herrera i Rubén Martínez estaven lesionats, va debutar com a professional en una derrota per 0–1 a fora contra el RCD Mallorca en lliga de Segona Divisió.
El 27 de novembre de 2019, Pérez va renovar contracte fins al 2022, i va debutar a La Liga quatre dies després, com a titular en una derrota per 4–2 a fora contra el RCD Espanyol.
El 20 de gener de 2023, Pérez va signar un contracte de tres anys i mig amb la SD Huesca de la segona divisió.

## Palmarès
Osasuna
- Segona Divisió: 2018–19[7]